# Cœuvres-et-Valsery
 Cœuvres-et-Valsery  là một xã ở tỉnh Aisne, vùng Hauts-de-France thuộc miền bắc nước Pháp.